# Jean-Daniel Blavignac
Jean-Daniel Blavignac est un architecte, historien, archéologue et héraldiste, « précurseur dans le domaine de la conservation et de la restauration des monuments historiques », né à Genève le 15 mai 1817 et décédé le 21 février 1876.

## Biographie
Fils d'un faïencier, il étudie d'abord à l'Ecole de dessin, puis à l'Ecole industrielle de Genève, avant d'effectuer un apprentissage de dessinateur dans le bureau de l'architecte Jean-Pierre Guillebaud (1805-1888), qui avait étudié à l'Ecole des Beaux-Arts de Paris.
En 1843, il s'installe à Genève comme architecte indépendant. Passionné par les bâtiments médiévaux, il les étudie et découvre sous d'anciens badigeons les décors peints du temple de Saint-Gervais, de la chapelle des Macchabées et de l'église de la Madeleine à Genève. En 1846, il participe à la restauration de la cathédrale Saint-Pierre.
Il devient membre correspondant de l'Académie de Savoie en 1845.
En 1847, il est primé pour trois des dix-huit projets de fontaines présentés pour Lausanne. Dès 1854, il siège au conseil municipal de la ville de Genève. Peu après, il entre également en maçonnerie avant de rompre avec elle, fin 1861, car ce protestant va très vite être attiré par le catholicisme (ce qui était plutôt mal vu dans la Genève calviniste de l'époque) et que l'Église catholique a excommunié les francs-maçons. En 1866, il commence la rédaction d’une Histoire de Carouge qui restera à l'état de manuscrit et qui a servi de base à l'historiographie carougeoise.  
En ce qui concerne son oeuvre architecturale, il a travaillé en 1855 à la restauration de l'église Saint-François à Lausanne. Outre les quatre fontaines monumentales qu'il a construites à Carouge et qui sont classées depuis 1921, il a construit trois maisons, dont la maison Rilliet, au Rond-Point de Plainpalais n° 9, et la maison de la Tour (1859-1862), au boulevard du Pont-d'Arve, qui est une bâtisse originale de style néo-médiéval, dotée d'une tour et ornée de divers symboles maçonniques, dite « Tour Blavignac », qui a été inscrite à l'inventaire des bâtiments dignes de protection du canton de Genève en 1993 ; à noter que Blavignac projetait d'y résider, mais que des problèmes financiers liés à ce chantier l'ont obligé à vendre cette maison. 
Réduit à une extrême solitude par son caractère asocial, Blavignac meurt le 21 février 1876, après cinq semaines de maladie.
Blavignac a laissé dans son Journal (resté inédit de son vivant) un témoignage poignant de sa vie maçonnique.

## Œuvres de Blavignac
- Description monumentale de l'église de Saint-Pierre, ancienne cathédrale de Genève, Genève, 1845.
- Description monumentale de l'église Notre-Dame, ancienne cathédrale de Lausanne, Lausanne-Genève, 1845.
- Notice historique sur le cimetière de Genève, 1849.
- Armorial genevois, Genève, 1849.
- L'Histoire de l'architecture sacrée du IVe au Xe siècle dans les anciens évêchés de Genève, Lausanne et Sion, Paris-Londres-Leipzig, 1853.
- Comptes de dépenses de la construction du clocher de Saint-Nicolas à Fribourg, en Suisse, de 1470 à 1490, Paris, 1858.
- Recherches historiques et littéraires..., Genève, 1865.
- Le Christianisme à Genève depuis Saint-Pierre jusqu'à présent, Genève, 1872.
- Études sur Genève, Genève, 1872 et 1874.
- La cloche: étude sur son histoire et sur ses rapports avec la société aux différents âges, Paris, 1877.
- Histoires des Enseignes, d'Hotelleries, d'Auberges et de Cabarets, Paris, 1878.
- L'Emprô genevois, Genève, 1879.

### Sources
- Leïla El-Wakil [sous la direction de], Jean-Daniel Blavignac 1817-1876, Ville de Carouge, Carouge, 1990, catalogue d'exposition du Musée de Carouge.
- Leïla El-Wakil, « Jean-Daniel Blavignac : architecte-caméléon » in Revue suisse d'art et d'archéologie, Bâle, 1982, pp. 277-290.
- EL-WAKIL Leïla, « Jean-Daniel Blavignac : le revers du génie » in Revue du Vieux-Genève, Genève, 1982, pp.9-15.
- Ariane Girard, "Blavignac (Jean-Daniel, 1817-1876)", in: Dictionnaire Carougeois, 1997, t. III B, p. 426-427.
- Jean-Daniel Blavignac, Ville de Genève, 1997, en ligne: https://www.geneve.ch/sites/default/files/fileadmin/public/Departement_2/Publications/tour-blavignac-brochure-1997-ville-de-geneve.pdf (consulté le 30.01.2014).